# Ugyen Academy FC
Ugyen Academy FC is een voetbalclub uit Punakha, Bhutan.
Ugyen Academy FC speelt in de Bhutan Premier League. De ploeg speelt in het Lekeythang Football Field.

## Bekende (Oud-)spelers
- Tshering Dorji

## Erelijst
- Bhutan Premier League (1) : 2013

BFF Academy U-19 · Paro FC · Phuentsholing United · Royal Thimphu College FC · Tensung · Thimphu City · Transport United · Tsirang FC